# Übergangsregierung Somalias
Die Übergangs-Bundesregierung (somalisch Dowladda Federaalka Kumeelgaarka, englisch Transitional Federal Government, abgekürzt TFG, wörtlich Föderale Übergangsregierung) stellte von 2000 bis 2012 den Versuch dar, im zuvor seit 1991 regierungslosen, zwischen verschiedenen Kriegsparteien umkämpften Somalia wieder funktionierende Regierungsstrukturen zu schaffen und letztlich den somalischen Bürgerkrieg zu beenden.
Faktisch beschränkte sich die Macht der Übergangsregierung auf Teile der Hauptstadt Mogadischu, zudem waren Puntland im Nordosten und verschiedene Gruppierungen in Zentralsomalia mit ihr verbündet. Im August 2012 wurde die Übergangsregierung aufgelöst und durch eine föderale Regierung ersetzt.

## Geschichte
Nach dem Einsatz internationaler Truppen (UNOSOM, UNITAF, UNOSOM II) von 1992 bis 1995, die keine Beendigung des Krieges in Somalia erreichen konnte, versuchte die internationale Gemeinschaft mehrfach auf diplomatischem Weg zu einer Lösung der Konflikte beizutragen. Dabei konzentrierte sie ihre Bemühungen darauf, eine Regierung für Somalia zu bilden, die anschließend das Land stabilisieren sollte.
Im Jahr 2000 fand in Arta, Dschibuti auf Initiative des dschibutischen Präsidenten Ismail Omar Guelleh eine Friedenskonferenz statt. Sie wurde von der IGAD geleitet und bald auch von den Vereinten Nationen, der EU und den USA unterstützt. Eingeladen waren vor allem zivilgesellschaftliche Vertreter aus verschiedenen Clans, darunter Clan-Älteste, Geistliche, Intellektuelle (Personen mit höherer Bildung), Künstler und Frauen. Warlords waren hingegen kaum vertreten. Ein ungelöstes Problem blieb dabei, die bisweilen fragliche Repräsentativität der Teilnehmer zu überprüfen. Von den 245 für die Versammlung ausgewählten Personen sollen gut 60 % ehemalige Mitglieder des (Schein-)Parlaments unter Siad Barre gewesen sein. Die Sitze wurden nach Clans verteilt, wobei die Clanfamilien der Darod, Hawiya, Rahanweyn und Dir je 44 und diverse Minderheitengruppen zusammen 25 Sitze erhielten. Weitere 20 waren für Frauen reserviert, und 20 konnten von Ismail Omar Guelleh zufällig besetzt werden. Diese Versammlung wählte den Hawiya Abdikassim Salat Hassan zum Präsidenten des Transitional National Government (TNG, Nationale Übergangsregierung). Damit verfügte Somalia erstmals seit Kriegsbeginn wieder über eine international anerkannte Regierung.
Die auf Abdikassim Salat Hassan gesetzte Hoffnung, er werde die Akzeptanz der in Mogadischu kämpfenden Hawiya-Warlords finden, erfüllte sich jedoch nicht. Aufgrund der Ablehnung von Seiten der meisten Warlords konnte sich das TNG nie in Somalia niederlassen. Zwei Jahre nach seiner Gründung war es zudem im Wesentlichen zusammengebrochen, wurde jedoch vor allem von den Vereinten Nationen und von der ehemaligen Kolonialmacht Italien weiterhin als legitime Regierung des Landes propagiert. Verschiedene Kriegsparteien bildeten 2001 mit Unterstützung des Nachbarlandes Äthiopien den SRRC als „Gegenregierung“ mit Sitz in der Stadt Baidoa in Südwestsomalia.
2002 begannen erneute Verhandlungen im kenianischen Mbagathi, bei denen diesmal Warlords führend beteiligt wurden. Bei diesen Verhandlungen waren die Probleme bezüglich Repräsentativität und Betrug noch größer, und es gab umfangreiche Korruption und Stimmenkäufe. Wiederum wurde ein „Übergangsparlament“ mit nach Clans verteilten Sitzen eingerichtet. Nach zwei Jahren wurde schließlich Abdullahi Yusuf Ahmed – vormaliger Anführer der SSDF und Präsident der faktisch autonomen Region Puntland – zum Präsidenten und Ali Mohammed Ghedi zum Premierminister gewählt. Beide genossen die Unterstützung Äthiopiens, zudem soll Abdullahi Yusuf Ahmed von allen Kandidaten die umfangreichsten Mittel zum Stimmenkauf gehabt haben. 2005 zogen diese neue Regierung Transitional federal Government (TFG, Föderale Übergangsregierung) und Teile des Parlaments erstmals nach Somalia, zunächst nach Jawhar nahe Mogadischu unter dem Schutz des Warlords Musa Sudi Yalahow, nach einem Zerwürfnis zwischen Yalahow und Abdullahi Yusuf Ahmed nach Baidoa. Es gelang der Übergangsregierung nie, eine funktionierende Verwaltung aufzubauen oder größere Teile des Landes unter ihre Kontrolle zu bringen. Insbesondere wegen der Unterstützung durch Äthiopien wurde sie von Teilen der Bevölkerung abgelehnt, zumal Äthiopien wegen der Konflikte um Ogaden von vielen Somali als „traditioneller Feind“ gesehen wird.
Hingegen gelang es 2006 der Union islamischer Gerichte, einer losen Koalition von Scharia-Gerichtshöfen, in Mogadischu und weiteren Teilen Südsomalias die Sicherheitslage deutlich zu verbessern. Radikale Teile der Union riefen aber auch zum Dschihad gegen die Übergangsregierung sowie gegen Äthiopien und die USA auf und drangen im Verlauf der zweiten Jahreshälfte militärisch in Richtung Baidoa vor. Diese Bedrohung der Übergangsregierung veranlasste Äthiopien dazu, Ende 2006 den Islamisten den Krieg zu erklären und auf Seiten der Übergangsregierung einzumarschieren. Nach der raschen Entmachtung der Union konnte die Übergangsregierung Anfang 2007 erstmals in Mogadischu einziehen.
Dort wurde sie von manchen begrüßt, nach wenigen Wochen begannen jedoch bewaffnete Widerstände von verbliebenen Islamisten, Clan-Milizen und weiteren bewaffneten Gruppen. Die Truppen Äthiopiens und der Übergangsregierung reagierten auf deren Angriffe mit Gegenangriffen, die auch unter Zivilisten zahlreiche Opfer forderten. Insbesondere Kämpfer der Übergangsregierung begingen Plünderungen, Tätlichkeiten und Vergewaltigungen. Infolge der schweren Kämpfe in Mogadischu im Verlauf der Jahre 2007 und 2008 flohen rund 700.000 von ursprünglich etwa 1,3 Millionen Menschen aus der Stadt.
Auch eine Nationale Versöhnungskonferenz 2007 konnte die Übergangsregierung nicht stärken. Ende 2007 kontrollierte sie nach eigenen Angaben rund 20 % des Staatsgebietes. Zudem gab es interne Differenzen, am 29. Oktober 2007 erklärte Premierminister Ghedi wegen Differenzen mit Präsident Yusuf seinen Rücktritt. Neuer Premierminister wurde Nur Hassan Hussein. Dieser löste im Dezember das 73 Minister und deren Stellvertreter umfassende Kabinett auf und setzte es neu zusammen. 2008 kam es zu Differenzen zwischen Präsident und Premierminister, als Nur Hassan Hussein den umstrittenen Bürgermeister von Mogadischu Mohammed Omar Habeb Dhere entlassen wollte und Präsident Yusuf daraufhin seinerseits die Entlassung von Nur Hassan Hussein versuchte. Auf Seiten der Regierungsgegner gewannen zusehends radikale Islamisten – vor allem die al-Schabaab – die Oberhand.
Verhandlungsbereite Teile der Übergangsregierung, geführt von Nur Hassan Hussein, führten 2008 in Dschibuti Gespräche mit gemäßigten Islamisten von der Allianz für die Wiederbefreiung Somalias unter Sharif Sheikh Ahmed. Sie konnten sich auf eine Machtteilung und auf den Abzug der äthiopischen Truppen einigen. Das Parlament wurde mit weiteren 275 Sitzen verdoppelt und wählte Sharif Sheikh Ahmed zum neuen Präsidenten, und die äthiopischen Truppen zogen Anfang 2009 ab. Der neue Präsident kündigte zudem an, die Schari'a einzuführen.

## Lage zu Zeiten der Übergangsregierung
Die Hoffnung, dass durch den Einbezug der gemäßigten Islamisten eine breiter abgestützte Übergangsregierung geschaffen werden könnte und dass dies zusammen mit dem Abzug Äthiopiens zu einer Marginalisierung radikalerer Islamisten führen würde, erfüllte sich im Verlauf des Jahres 2009 nicht. Dies lag insbesondere daran, dass die gemäßigten ehemaligen Regierungsgegner unter Sharif Sheikh Ahmed, die neu eingebunden wurden, militärisch nicht mehr sehr bedeutend waren. In dieser Hinsicht war vielmehr die besonders radikale al-Shabaab führend. Sie kontrolliert unterdessen weite Teile Südsomalias und bekämpft auch die neue Regierung weiterhin.
Bald nach dem Abzug der äthiopischen Truppen nahm al-Shabaab den bisherigen Regierungssitz Baidoa ein. Zahlreiche Parlamentarier flohen aus dem Land, sodass das Parlament praktisch nicht mehr beschlussfähig ist. Im Juni 2009 rief die Regierung formal den Ausnahmezustand aus. Die USA schickten 40 Tonnen Waffen, um den vollständigen Zusammenbruch der Übergangsregierung zu verhindern, allerdings sollen Teile dieser Lieferung in die Hände von al-Shabaab gelangt sein. Es gibt Anzeichen, dass die Bevölkerung den fundamentalistischen Islam der al-Shabaab nicht unterstützt und eher mit der Übergangsregierung sympathisiert, doch dies hat sich bislang nicht militärisch ausgewirkt.
Weitere Teile Süd- und Zentralsomalias waren zwischen regierungstreuen Kräften und ihren Gegnern umkämpft. Im Nordwesten des Landes ist Somaliland seit 1991 faktisch unabhängig, das faktisch autonome Puntland im Nordosten war lose mit der Übergangsregierung verbündet.

## Probleme der Übergangsregierung
Ein Problem der Versuche zur Bildung von Übergangsregierungen für Somalia waren deren fragliche Legitimation: Sie kamen nicht durch demokratische Wahlen zustande, sondern werden von Gremien bestimmt, deren Repräsentativität und Legitimität ihrerseits umstritten ist. Auch konnte bislang keine dieser Regierungen Frieden und Sicherheit für die Bevölkerung herbeiführen. Vielmehr hatten Übergriffe von Truppen im Dienste der Übergangsregierung deren Ansehen geschmälert.
Manche Somalia-Spezialisten wie Ioan M. Lewis hinterfragten grundsätzlich das Vorgehen, zuerst eine Zentralregierung schaffen zu wollen. Lewis verwies auf die traditionelle Gesellschaftsform der Somali, die keine zentralisierten politischen Strukturen kennt und insofern ein dezentralisiertes Vorgehen in den einzelnen Regionen und „von unten nach oben“ aufdränge. Zudem kritisierte er, dass auf die Regierungsbildung fokussiert werde, ohne dafür zu sorgen, dass die Beteiligten zunächst tatsächlich Frieden schließen. Als positives Gegenbeispiel betrachtete er Somaliland, wo die Schaffung von Frieden und die Bildung von Regierungsstrukturen mit traditionellen Methoden der Friedensstiftung gelang. Auch Ken Menkhaus kritisiert die internationale Gemeinschaft für mangelndes Verständnis der Realität in Somalia. So habe sie noch während der Jahre 2007 und 2008 die Übergangsregierung so behandelt, als wäre sie mit dem Wiederaufbau nach einem Konflikt betraut, obschon dieser Konflikt in vollem Gange war und weiterhin ist. Zudem habe sie die humanitäre Lage und Menschenrechtsverletzungen durch Regierungstruppen heruntergespielt, um der Legitimation der Regierung nicht zu schaden.
Neben der traditionellen Gesellschaftsform, die seit je für die Bildung einer Zentralregierung nicht förderlich ist, trugen weitere Erfahrungen der jüngeren Geschichte Somalias zu den Schwierigkeiten bei der Herstellung staatlicher Strukturen bei. So hatten die meisten heutigen politischen Akteure in Somalia ihre letzten Erfahrungen mit Staatlichkeit unter der Diktatur von Siad Barre gemacht. Barre sicherte sich von 1969 bis zu seinem Sturz 1991 die Loyalität verschiedener Clans durch umfangreichen Klientelismus, für den er die Mittel hatte, weil im Kalten Krieg zuerst die Sowjetunion und später die USA aus strategischen Gründen Somalia massiv unterstützten. Der Staat diente unter ihm nicht zur Erbringung gewisser Leistungen für die Bevölkerung, sondern zur Bereicherung der herrschenden Eliten und zur Repression gegen ihre Gegner.
Als Folge waren zum einen die Vorstellungen etlicher Führungspersönlichkeiten davon geprägt, dass der Staat durch Begünstigungen, Vergabe von Ämtern etc. die Loyalität wichtiger Akteure erkauft. Einen entsprechend aufgeblähten Staatsapparat wird sich Somalia auch in der neuen Bundesregierung aber kaum leisten können, da seine eigenen Ressourcen knapp sind und die internationale Gemeinschaft nicht mehr derart umfangreiche Mittel dafür zur Verfügung stellen wird. Andererseits sind insbesondere Geschäftsleute skeptisch gegenüber einer Wiederherstellung von Staatlichkeit. Sie profitieren davon, keine Steuern bezahlen zu müssen und keiner Regulierung unterworfen zu sein, und wünschen keinen Staat wie denjenigen unter Barre, der ihnen kaum Vorteile brachte. Sie unterstützen sehr wohl bestimmte Gruppierungen und Kriegsparteien, von denen sie glauben, dass sie ein Mindestmaß an notwendiger Sicherheit für ihre Geschäfte schaffen können – zeitweise etwa die Union islamischer Gerichte –, jedoch keineswegs unbedingt verbunden mit der Errichtung einer Zentralregierung („Regieren ohne Regierung“). Manche Akteure lehnen auch jeden Aufbau von Regierungsstrukturen ab, weil sie glauben, dass völlige Gesetzlosigkeit ihren Interessen am besten dient. Solche Interessenlagen einzelner Akteure ändern sich zudem immer wieder.